# Pierścień (powieść)
Pierścień – napisana w 1970 powieść science fiction autorstwa Larry’ego Nivena, za którą autor otrzymał najważniejsze nagrody w dziedzinie fantastyki: Hugo, Nebulę oraz Locusa. Rozpoczyna cykl Opowieści ze znanego kosmosu (Opowieści ze Znanej Przestrzeni).
Akcja rozgrywa się w przyszłości, gdy ludzkość spotkała już inne cywilizacje – niektóre pokojowo nastawione: m.in. laleczniki (lalkarze) Piersona, zewnętrznych (outsiderów), inne nie: np. kzin – i nauczyła się już z nimi współegzystować rozszerzając swe wpływy w Znanym Kosmosie.

## Fabuła
Louis Wu - człowiek, którego domem jest Kosmos, dostaje niecodzienną propozycję wzięcia udziału w wyprawie organizowanej przez Nessusa - przedstawiciela gatunku laleczników, niespotykanego od 200 lat. Cel wyprawy jest nieznany, a załoga składa się z przedstawicieli trzech gatunków. Oprócz Louisa i Nessusa, w skład ekspedycji wchodzi kobieta rasy ludzkiej, Teela Brown, a także Mówiący-do-Zwierząt, reprezentant rasy kzinów. W trakcie podróży wychodzą na jaw historie, o których nie słyszano w Znanym Kosmosie, natomiast tytułowy Pierścień potrafi wzbudzić podziw nawet u najpotężniejszej ze znanych ras.

## Bohaterowie
Głównymi bohaterami powieści są: ludzie Louis Wu i Teela Brown, przedstawiciel wojowniczej rasy kzin Mówiący-do-Zwierząt oraz lalecznik Nessus. Oprócz tego w powieści pojawiają się inni przedstawiciele tych ras; występują też wzmianki o innych gatunkach zamieszkujących Galaktykę (Zewnętrzni, Jinxianie, Kdatlyno).

## Miejsce akcji
Większa część odbywa się w systemie Pierścienia. Oprócz tego akcja toczy się w różnych miastach Ziemi, na planecie laleczników oraz na pokładach statków kosmicznych „Szczęśliwy Traf” oraz „Cholerny Kłamca”.

## Wydania polskie
Pierwszy raz powieść w Polsce ukazała się w 1988 w przekładzie Arkadiusza Nakoniecznika jako wkładka drukowana w miesięczniku Fantastyka, później w tym samym przekładzie została wydana przez wydawnictwo Amber (1991) w cyklu Mistrzowie SF oraz wznowiona nakładem Prószyński i S-ka (1999) w serii Fantastyka. W 2010 w ramach reedycji cyklu powieści ze „Świata Pierścienia” w serii „Klasyka Science Fiction” wydawnictwo Solaris wydało nowy przekład, którego dokonał Patryk Sawicki. W nowych przekładach cyklu zmieniono nieco terminologię, np. rasa laleczników (ang. Puppeteers) została nazwana lalkarzami.